# ثلاثي أكسيد الكبريت
ثلاثي أكسيد الكبريت هو مركب كيميائي بالصيغة الكيميائية SO3 في حالته الغازية هو العامل الأساسي في الأمطار الحمضية. يحضر على نطاق ضخم تجارياً حيث يكون متطلب لتحضير حمض الكبريتيك.